# Quan họ

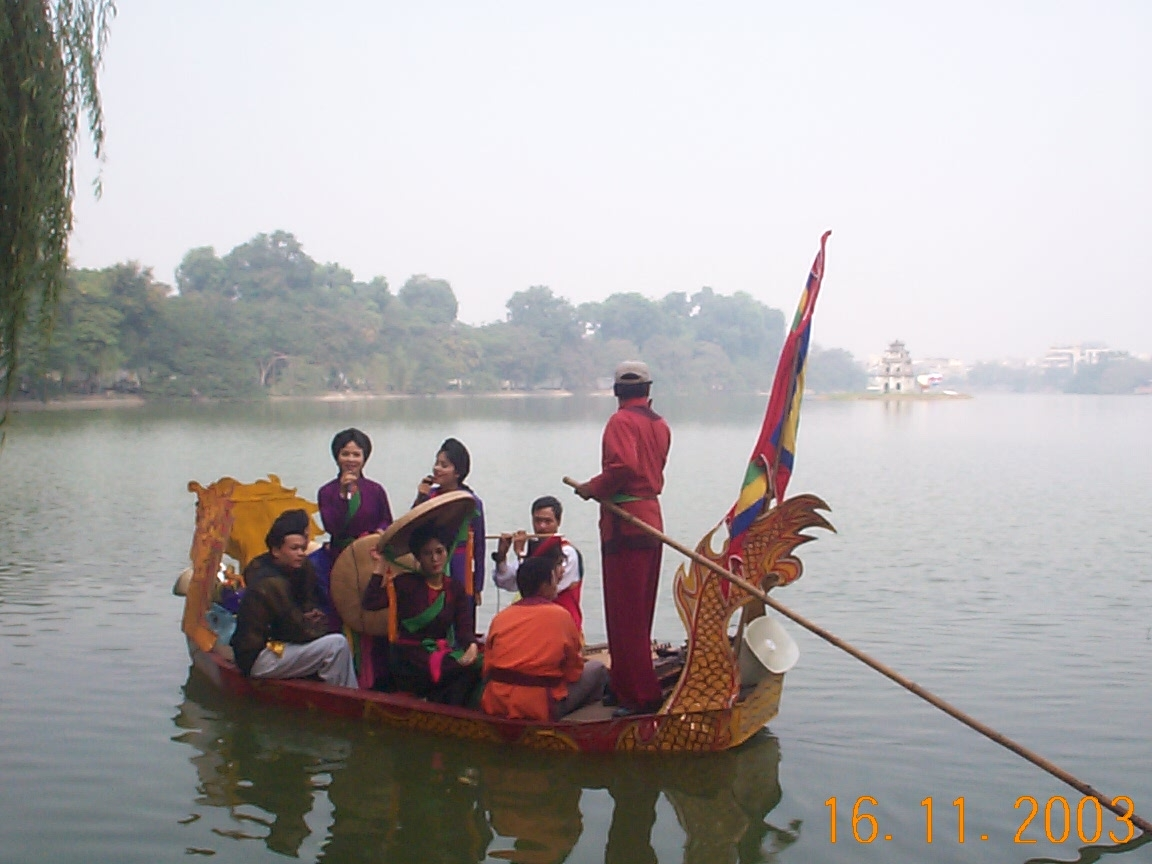
Quan họ-Gesänge auf dem Hoan-Kiem-See

Quan họ ist ein vietnamesischer Stil der Volksmusik, bei dem Wechselgesänge zwischen männlichen und weiblichen Teilnehmern ausgetragen werden. Die Liedtexte befassen sich mit Themen aus dem Repertoire der Liebe, der Sentimentalität und der Weitergabe von Erfahrungen von Alt zu Jung. Im Jahr 2009 erklärte die UNESCO diese Musik zum Immateriellen Kulturerbe der Menschheit.
Der Quan Họ-Stil entstand in der heutigen Provinz Bắc Ninh im Norden Vietnams und wurde erstmals im 13. Jahrhundert mit dem Frühlingsfest gesungen, das mit der traditionellen Feier des Tết Nguyên Đán (vietnamesisches Neujahrsfest) verknüpft wurde. Zunächst wird regelmäßig das Câu Ra im Wettbewerb gesungen, eine Gesangssammlung der bekanntesten volkstümlichen Lieder, die von Frauen vorgetragen werden und auf die durch Männer reagiert wird. Dabei wird darauf geachtet, dass Câu đối eingehalten wird, eine melodische Wiederholung. Nach Beendigung des Beitrags, werden die Rollen getauscht. 
Die Gesänge fanden ursprünglich ohne musikalische Begleitung statt. Heute ist es üblich, dass die Sänger von Instrumenten begleitet werden, uneingedenk traditioneller vietnamesischer Instrumente oder moderner, wie beispielsweise elektrischen. Es gibt eine Vielzahl von Quan Họ-Melodien, die mit einer Vielzahl diverser Songs aufgenommen werden. 
Eine einfachere Variante sind die Wechselgesänge hát trống quân („Lieder der Militärtrommel“), bei denen die Gruppen von Männern und Frauen lediglich von der gleichnamigen Erdzither trống quân rhythmisch begleitet werden.